# Boris Nachamkin
Boris Alexander Nachamkin (Brooklyn, 6 dicembre 1933 – Poughkeepsie, 14 febbraio 2018) è stato un cestista statunitense, professionista nella NBA.

## Carriera
Dopo aver giocato per quattro anni nella NCAA con l'Università di New York, viene scelto nel secondo giro del Draft NBA 1954 con la sedicesima scelta assoluta dai Rochester Royals, con cui nella stagione successiva gioca 6 partite nella NBA con una media di 3,3 punti ed 3,2 rimbalzi in 9,8 minuti.